# Маклеод, Джон (баскетбольный тренер)
Джон Мэттью Маклеод (англ. John Matthew MacLeod; 3 октября 1937, Нью-Олбани, Индиана — 14 апреля 2019) — американский баскетбольный тренер, тренировавший университетские сборные и клубы НБА. Рекордсмен клуба «Финикс Санз» по продолжительности работы с командой, финалист чемпионата НБА 1975/76 и двукратный финалист Западной конференции, тренер сборной Запада в матче всех звёзд НБА 1981 года. В университетском баскетболе — тренер года в конференции Биг-Ист в сезоне 1996/97. Член Зала баскетбольной славы Индианы (2005) и Зала спортивной славы Аризоны (2016), обладатель почётного кольца от клуба «Финикс Санз».

## Биография
Джон Маклеод родился в Нью-Олбани (Индиана) в семье госслужащего Дэна Маклеода и Элизабет Маклеод, был одним из ведущих спортсменов средней школы Провиденс в Кларксвилле, где четыре года входил в сборные по баскетболу и бейсболу и один год — в сборную по лёгкой атлетике. После школы он поступил в Белларминский университет, где за годы учёбы в общей сложности десять раз включался в основные сборные вуза по этим же трём дисциплинам.
Окончив университет в 1959 году, Маклеод в 1962—1963 году был помощником главного тренера баскетбольной сборной средней школы Десейлз в Луисвилле (Кентукки), с 1963 по 1965 год тренировал баскетбольную, бейсбольную и легкоатлетическую сборные Смитвиллской средней школы (Индиана), а в 1965—1967 годах был главным тренером по бейсболу и помощником тренера по баскетболу в средней школе Катидрал в Индианаполисе. В 1965 году Маклеод получил магистерскую степень по истории и физическому воспитанию в Университете штата Индиана и в 1966 году был принят на работу в Оклахомский университет как тренер баскетбольной сборной первого курса. После года работы с первокурсниками он стал в 1967 году главным тренером университетской сборной.
Маклеод тренировал оклахомскую команду, выступавшую в конференции «Биг 8», на протяжении шести сезонов, последние четыре завершив с положительным балансом побед и поражений. В общей сложности университетская сборная одержала под его руководством 90 побед при 69 поражениях (44-40 против соперников по конференции), но в условиях, когда в плей-офф чемпионата NCAA попадал только победитель конференции, ни разу не добилась этого успеха.
В 1973 году Джерри Коланжело, генеральный менеджер недавно присоединившегося к НБА клуба «Финикс Санз», неожиданно пригласил Маклеода занять пост главного тренера этой команды. Сезон перед назначением Маклеода «Финикс» завершил с 38 победами при 44 поражениях, и следующие два сезона тоже сложились для клуба неудачно. Однако в сезоне 1975/76 команда не только добилась положительного баланса побед и поражений, но и дошла до финала плей-офф, победив в финале Западной конференции в семи матчах фаворитов «Голден Стэйт Уорриорз». В финале чемпионата «Финикс», получивший прозвище «Сандерелла Санз», уступил клубу «Бостон Селтикс» в шести играх, в том числе проиграв пятую игру серии на выезде в третью пятиминутку дополнительного времени. В этом составе под руководством Маклеода играли будущие успешные тренеры НБА Пол Уэстфал и Пэт Райли.
Маклеод оставался главным тренером «Санз» до 1987 года. За это время клуб ещё дважды (в сезонах 1978/79 и 1983/84) выходил в финал Западной конференции, но оба раза оступался на этом этапе, а в общей сложности побывал в плей-офф 9 раз. В 1981 году Маклеод был тренером Запада в матче всех звёзд НБА. В общей сложности он одержал с клубом 579 побед в регулярном сезоне и 37 — в плей-офф. По обоим этим показателям, а также по продолжительности работы с «Санз» он является рекордсменом клуба.
«Финикс» расстался с Маклеодом по ходу сезона 1986/87, когда команда потерпела уже 34 поражения с начала года, одержав лишь 22 победы. Перед следующим сезоном он занял пост главного тренера ещё одного клуба НБА — «Даллас Маверикс». В свой первый год с «Далласом» новый тренер привёл клуб в финал Западной конференции, где его команда в семи играх уступили «Лос-Анджелес Лейкерс». Этот финиш оставался лучшим в истории клуба до первого десятилетия XXI века.
Маклеод провёл с «Маверикс» чуть больше двух лет, одержав за это время 96 побед при 79 поражениях в регулярном сезоне. Он был уволен в ноябре 1989 года в связи с отсутствием мотивации у вверенной ему команды и проблемы с наркотиками у форварда Роя Тарпли. В течение некоторого времени Маклеод вёл телевизионные репортажи с игр «Детройт Пистонс», а по ходу сезона 1990/91 сменил Стю Джексона на посту главного тренера клуба «Нью-Йорк Никс», за остаток года одержав с ним 32 победы при 35 поражениях. Потерпев в первом круге плей-офф поражение всухую от «Чикаго Буллз», он ушёл в отставку. В общей сложности его баланс побед и поражений в регулярном сезоне в НБА составил 707—657.
В 1991 году Маклеод вернулся в университетский баскетбол, возглавив сборную Университета Нотр-Дам. Он оставался на посту главного тренера этой команды до 1999 года, за это время одержав с ней 106 побед при 124 поражениях. В первые несколько лет «Сражающиеся ирландцы Нотр-Дама» выступали как независимая команда, проиграв в финале Национального пригласительного турнира 1992 года Виргинскому университету. В 1995 году Нотр-Дам присоединился к атлетической конференции Биг-Ист и в 1997 году дошёл до четвертьфинала Национального пригласительного турнира, где уступил будущим чемпионам — Университету штата Мичиган. По итогам этого сезона Маклеод был признан в конференции Биг-Ист тренером года.
В 1999 году, закончив работу с Университетом Нотр-Дам, Маклеод вернулся в «Санз» на должность помощника тренера. Затем в течение трёх сезонов он был главным помощником тренера в «Денвер Наггетс» и завершил карьеру помощником тренера с «Голден Стэйт Уорриорз» в 2006 году.
В 1974 году, по ходу своего первого сезона в качестве главного тренера «Финикс Санз», Джон Маклеод женился на Кэрол Энн Макгродер. В этом браке родились дочь Кэтлин и сын Мэттью (впоследствии игравший за сборную Оклахомского университета, кода её тренировал Маклеод-старший). В 2008 году у Маклеода была диагностирована болезнь Альцгеймера. После этого он прожил ещё более десятилетия, скончавшись весной 2019 года.

## Признание заслуг
В 2005 году имя Джона Маклеода было включено в списки Зала баскетбольной славы Индианы, а в 2016 году — в списки Зала спортивной славы Аризоны. В 2012 году ему было вручено Почётное кольцо (англ. Ring of Honor) клуба «Финикс Санз» — Маклеод стал 13-м человеком в истории клуба, удостоенным этой награды.